# 돌고래시장
돌고래시장은 경기도 성남시 분당구 수내동에 위치한 시장이다. 1996년 12월에 개장하였으며, 대림산업이 운영한다. 주변의 아파트 단지들로 둘러싸여 있어 평범한 상가 건물인 것처럼 보이지만 안으로 들어가면 전형적인 시장의 모습을 볼 수 있다. 